# Cerezo Osaka
O Cerezo Osaka é um clube profissional de futebol pertencente à Liga Japonesa de Futebol Profissional (J-League), com sede em Osaka, no Japão.
O time foi inicialmente fundado como um clube de cooperativa, chamado Yanmar Diesel Soccer Club, em 1957, e passou a fazer parte da J-League em 1995. O nome do time, "Cerezo", significa "Cerejeira" em espanhol. As flores de cerejeira são o símbolo da cidade de Osaka e o nome do time foi escolhido para que ele representasse a cidade e o Japão como um todo. Desde a fundação do clube até 2013, sua cidade natal é a cidade de Osaka, porém, desde 2014, a cidade de Sakai também passou a ser uma das cidades oficiais. O principal rival é outro time de Osaka, o Gamba Osaka, e o clássico disputado entre os dois times é o Derby de Osaka.
O uniforme do time é rosa com temática de flores de cerejeira. Essa cor é rara em times de futebol, que é compartilhada por clubes como o Palermo, o Inter Miami e o Clube Laguna SAF.
O mascote é o lobo Lobby (" Noble Valiente Acce Robito de Cerezo ") e sua mãe, Madame Lobina ("Elegante Esplendida Madama Robina de Cerezo"), que foi incluída em 2008.

## História

### Inicio
A equipe, chamada originalmente de Yanmar Diesel, começou suas atividades em 1957, como uma equipe da empresa Yanmar. Ela foi uma das fundadoras originais da extinta Liga Japonesa de Futebol. Com quatro títulos da Liga Japonesa conquistados, foi um esteio da Primeira Divisão JSL, até 1990, quando foi rebaixado e, assim, juntou-se ao ex-Japan Football League em 1992.

### Era J-League
Em 1993, o clube se juntou ao Osaka Football Club Ltd. e adotou o nome de Cerezo, após um concurso público. O nome Cerezo vem do espanhol, que é a árvore das cerejas e Osaka é a capital das cerejeiras. Em 1994, ganhou o campeonato da JFL e foi promovido à J-League em 1995. Isso coincidiu também com a chegada à final da Copa do Imperador, onde foi derrotado pelo Bellmare Hiratsuka. Esta foi a última final até então, em que um clube não-top foi um dos finalistas.

### Anos 2000
Em 2001, terminou no último lugar e foi relegado a Liga J2. No entanto, conseguiu terminar em segundo na temporada 2002,  retornando ao J1 em 2003.
Em 2005 chegou perto de se tornar campeão da J-League, e liderou o campeonato durante certo período. Em sua partida final, em disputa com o Tokyo, o time estava a poucos minutos de conquistar o título. No entanto, o Tokyo empatou aos 89 minutos, e uma série de outros gols em outras partidas fizeram com que a equipe terminasse em 5 º lugar, tendo o arquirrival Gamba Osaka, originalmente formada por jogadores da Yanmar Club, o ex-time B da Yanmar Diesel, como o vencedor do campeonato.
A equipe do Cerezo retornou ao J2 para a temporada 2007 depois de terminar em penúltimo lugar em 2006. Nesta época o clube contou com o treinador Levir Culpi, que trouxe uma nova filosofia a equipe, retornando o acesso, e tornando Levir um dos ídolos do clube. Em 2009, o time foi promovido e retornou à primeira divisão.
O Cerezo Osaka é reconhecido como um dos grandes celeiros de jovens jogadores do futebol japonês como: Shinji Kagawa, Hiroshi Kiyotake, Yoichiro Kakitani, dentre outros.

## Títulos
Era amadora
- JSL Cup: 1973, 1983 e 1984
- Copa do Imperador: 1968, 1970 e 1974

Era profissional
- Copa do Imperador: 2017
- Copa da Liga Japonesa: 2017
- Supercopa do Japão: 1981, 2018[2]